# 맥린턱
맥린턱(McLintock!)은 미국에서 제작된 앤드루 V. 매클래글렌 감독의 1963년 코미디, 멜로/로맨스, 서부 영화이다. 존 웨인 등이 주연으로 출연하였고 마이클 웨인 등이 제작에 참여하였다.

## 출연

### 주연
- 존 웨인
- 모린 오하라

### 조연
- 패트릭 웨인
- 스테파니 파워스
- 잭 크러쉔
- 칠 윌스
- 이본 드 카를로
- 제리 반 다이크
- 에드가 뷰캐넌
- 브루스 가보
- 페리 로페즈
- 스트로더 마틴
- 고든 존스
- 로버트 로워리
- 행크 워든
- 마이클 페이트
- 에드워드 포크너
- 마리 브랜차드
- 레오 고든
- 척 로버슨
- 밥 스틸
- 빅 존 해밀턴
- 대니 보제이지
- 캐롤 다니엘스
- H.W. 김
- 클리프 라이온스
- 할 니드햄
- 딘 스미스
- 랠프 볼키
- 올라프 위그호스트

## 제작진
- 세트: 샘 코머
- 세트: 다렐 실베라
- 의상: 론 탤스키